# Schempp-Hirth Flugzeugbau
Die Schempp-Hirth Flugzeugbau GmbH ist ein deutscher Hersteller von Segelflugzeugen.

## Geschichte
Das Unternehmen wurde 1935 durch Martin Schempp – den später kurzzeitigen (1945) Bürgermeister von Kirchheim unter Teck – unter dem Namen Sportflugzeugbau Göppingen Martin Schempp gegründet. 1938 zog der Betrieb nach Kirchheim unter Teck um. Wolf Hirth wurde Teilhaber.
Die ersten Flugzeuge waren Gö-1 Wolf, Gö-3 Minimoa sowie der Doppelsitzer Gö-4 Goevier. Heute sind nur noch vereinzelte Exemplare dieser Modelle zu finden.
Während des Zweiten Weltkrieges wurde die Produktion auf Flugzeuge und Zubehör für die Luftwaffe umgestellt, unter anderem für die Messerschmitt AG in Augsburg. 1939 baute Schempp-Hirth im Auftrag von Dornier das von Ulrich W. Hütter entworfene Versuchsflugzeug Gö-9, um die Funktionsfähigkeit des Antriebskonzepts der Dornier Do 335 mit Zug- und Druckpropeller zu prüfen.

## Nachkriegszeit
Nach dem Krieg konnte die Produktion erst langsam wieder auf Segelflugzeuge umgestellt werden. Die Zeit wurde mit der Herstellung von Sperrholzkoffern, Beinprothesen, Möbeln, Webschützen usw., aber auch mit Düsenjäger-Attrappen (F-86) und Tonstudioeinrichtungen für Rundfunksender überbrückt. Ende der 1950er-Jahre wurde auch der Prototyp des viersitzigen Reiseflugzeuges Milan GS 6 gebaut. Das Projekt wurde jedoch nicht weiter verfolgt.
Bekannte Flugzeugmuster wie Cirrus, Standard Cirrus, Janus, Discus, Duo Discus, Ventus, Nimbus, Quintus und Arcus stammen aus der Produktion mit Sitz in Kirchheim unter Teck. Viele dieser Segelflugzeuge wurden von Klaus Holighaus konstruiert, der 1965 in die Firma Schempp-Hirth eintrat und am 9. August 1994 mit seinem Nimbus-4M mit dem Wettbewerbskennzeichen XX an einer Felswand des Rheinwaldhorn ums Leben kam.
Die Segelflugzeuge von Schempp-Hirth zählen international zu den Spitzenprodukten, zahlreiche Rekorde im Streckensegelflug wurden mit diversen Nimbus- und Discusvarianten erflogen.

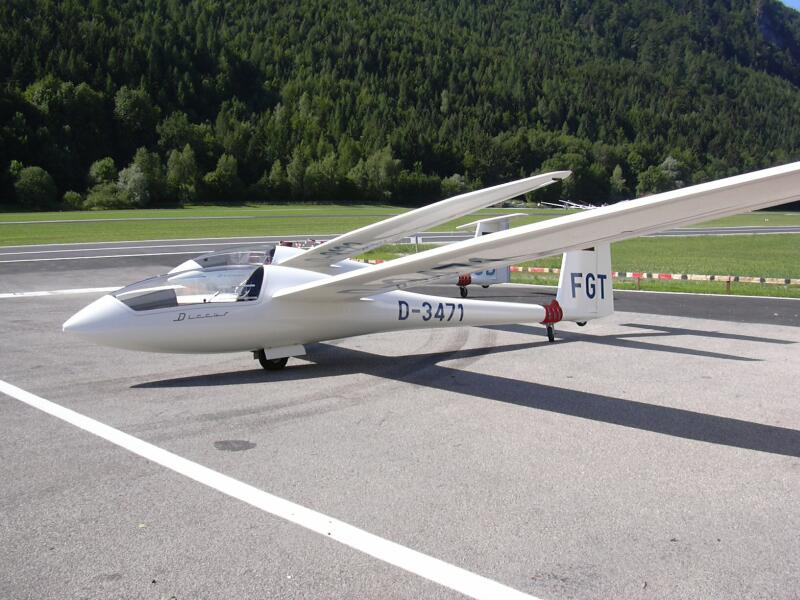
Schempp-Hirth Discus

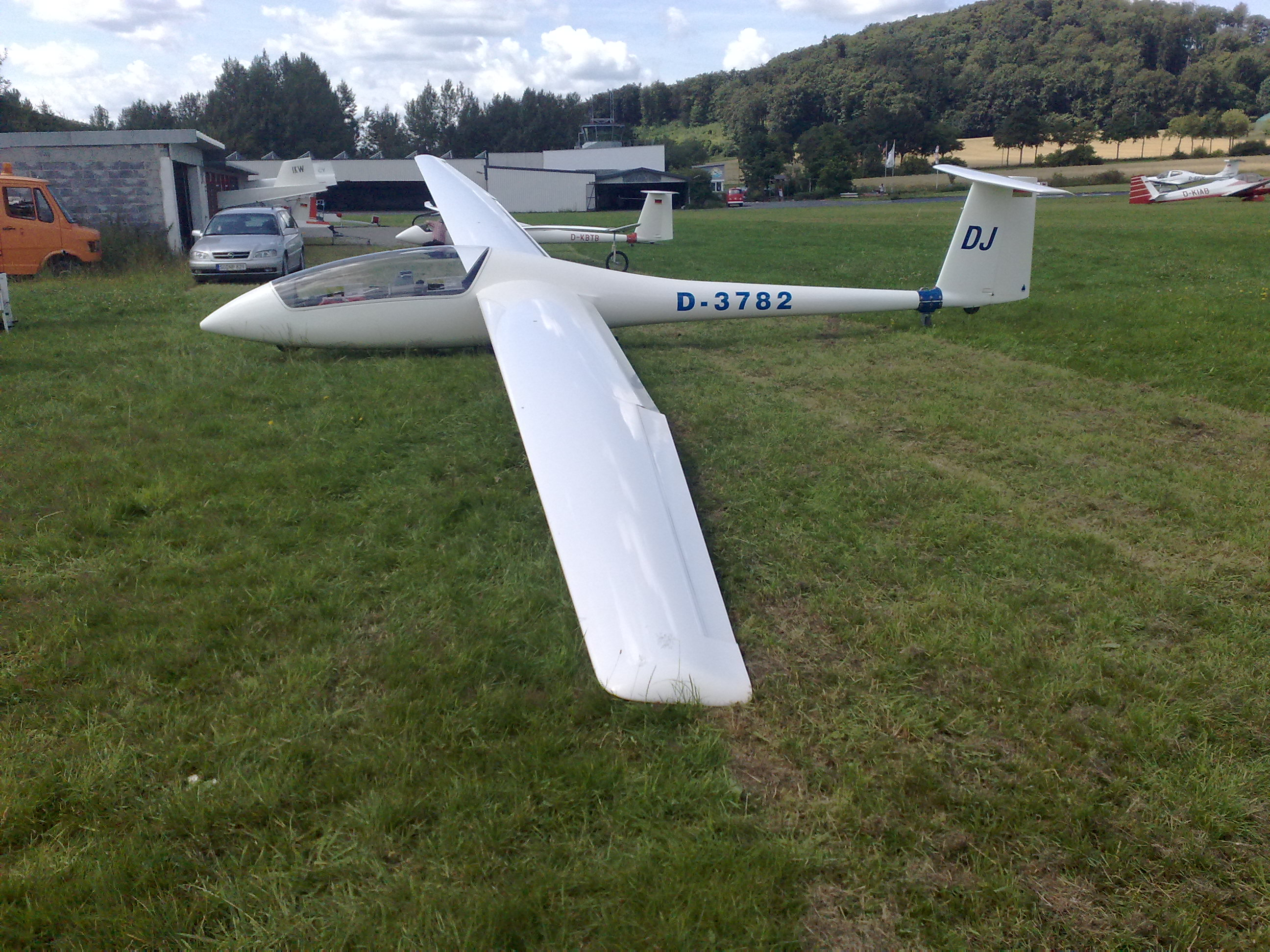
Schempp-Hirth Janus b

## Gegenwart
Der Duo Discus x wurde auf der Aero 2005 in Friedrichshafen erstmals der Öffentlichkeit vorgestellt. Neben der verbesserten Fahrwerksfederung und allgemeinen aerodynamischen Verfeinerungen ist der „x“ mit einer Hinterkantenklappe versehen worden, welche an das Klappensystem gekoppelt ist und Landungen mit deutlich steilerem Anflugwinkel und verminderter Aufsetzgeschwindigkeit ermöglicht.
Der Doppelsitzer Arcus ist ein zweisitziges Hochleistungssegelflugzeug mit einer Spannweite von 20 Metern und Wölbklappen. Der breiten Öffentlichkeit wurde das Flugzeug auf der Aero Friedrichshafen 2009 vorgestellt. Seinen Erstflug absolvierte das Flugzeug nach der Messe am 7. April 2009.
Als neuesten Einsitzer hat Schempp-Hirth den Quintus im Programm. Mit 23 Metern Spannweite ist er in der sportlichen Offenen Klasse angesiedelt und wurde erfolgreich bei der WM 2012 im texanischen Uvalde eingesetzt. Der Flügel wurde zusammen mit Lange Aviation entwickelt, wo er Verwendung an der Antares 23 findet.